# Jean René Constant Quoy
Jean René Constant Quoy (Maillé in Frankrijk, 10 november 1790 – Rochefort, 4 juli 1869) was een chirurgijn in dienst van de Franse  marine, anatoom, ornitholoog en zoöloog gespecialiseerd in ongewervelde dieren. Hij werd vooral bekend om de beschrijvingen van planten en dieren, vaak samen met Joseph Paul Gaimard.

## Biografie

### Jeugd en opleiding
Quoy kwam uit een familie van artsen (chirurgijnen). Kort na zijn geboorte brachten zijn ouders hem onder bij een tante in Saint-Jean-de-Liversay omdat er oorlogsomstandigheden heersten in Maillé door de opstand in de Vendée. In 1799 is het gezin weer bij elkaar. Als kind leerde Quoy van zijn vader (medicinale) planten herkennen. Zijn vader was echter niet gefortuneerd genoeg om hem een medische opleiding aan een universiteit te laten doen, daarom ging hij in 1806 naar de medische school van het opleidingscentrum van de Franse marine in Rochefort. In november 1807 kwam hij al als hulparts in dienst op een marineschip. Na een paar bevorderingen in rang promoveerde hij in 1813 tot doctor in de geneeskunde. In 1815 kwam hij in dienst van het marinehospitaal in Rochefort.

### Eerste expeditie rond de wereld
In mei 1817 begon zijn eerste wetenschappelijke expeditie rond de wereld. Hij werd aangesteld als natuuronderzoeker en hoofdchirurgijn op het  korvet de "Uranie" onder commando van Louis de Freycinet. Zijn naaste collega natuuronderzoeker en arts was Joseph Paul Gaimard. Na een schipbreuk kwam deze expeditie in november 1820 met een ander schip terug naar Frankrijk. Quoy kreeg opnieuw een baan aan het marinehospitaal en werkte daar de gegevens uit die tijdens de afgelopen reis werden verzameld. In 1821 werd hij chirurgijn eerste klasse en in 1824 werd hij benoemd tot hoogleraar anatomie aan de medische school van de Franse marine. In 1824 werd hij corresponderend lid van de Académie de Médecine en in 1825 kreeg hij de onderscheiding ridder van het (Franse) Legioen van eer.

### Tweede expeditie rond de wereld
In april 1826 ging hij weer als scheepsarts en natuuronderzoeker samen met Joseph Paul Gaimard op expeditie met het schip de "Astrolabe" onder commando van Jules Dumont d'Urville. Deze reis eindigde in 1829. Na zijn terugkeer begon hij onmiddellijk met het uitwerken van de gegevens, samen met Gaimard. Verder ging hij verder met het geven van colleges anatomie aan het opleidingscentrum van de Franse marine in Rochefort. Daarnaast maakte hij deel uit van de Parijse academische wereld en werd daarom in 1830 corresponderend lid van de prestigieuze Franse academie van wetenschappen. In 1835 werd hij geneeskundig directeur van het marinehospitaal in Toulon en later in Brest waar hij tien jaar lang in dienst bleef.
In 1848 werd hij bevorderd tot inspecteur (hoofd)officier van gezondheid van de Franse marine en in 1852 werd hij commandeur in het Legioen van eer. In 1858 verliet hij de actieve dienst en trok zich terug in Saint-Jean-de-Liversay.

## Zijn nalatenschap
Hij is soortauteur van 36 vogelsoorten (samen met Joseph Paul Gaimard) zoals de rode muskaatduif (Ducula rufigaster) en de roodrugbuizerd (Geranoaetus polyosoma).  Als eerbetoon aan hem zijn een aantal diersoorten naar hem vernoemd zoals de zwarte orgelvogel (Melloria quoyi) en het geslacht Quoya, weekdieren uit de klasse van de gastropoda (slakken), maar ook de naam van een plantengeslacht uit de lipbloemenfamilie. 